# ブロニスワフ・マリノフスキ (陸上選手)
ブロニスワフ・マリノフスキ（Bronisław Malinowski、1951年6月4日 - 1981年9月27日）は、ポーランドの元陸上競技選手。1980年モスクワオリンピックの3000m障害の金メダリストである。

## 経歴
ポーランド人の父とスコットランド人の母の間に生まれた。
1970年、19歳で出場したヨーロッパジュニア選手権で優勝、初めて出場した1972年ミュンヘンオリンピックで4位に入賞し、2年後のヨーロッパ選手権では金メダルを獲得した。この大会で銀メダルを獲得した、スウェーデンのアンデルス・ヤーデルードとはその後何度も対戦した。ベストタイムでは常にヤーデルードが上回っていたが勝負では相性がよく、ともにさほど強烈なキックはなかったが先行逃げ切り型のヤーデルードを最後に抜き去るというパターンで勝つことが多かった。
1976年モントリオールオリンピックではマリノフスキとヤーデルード、タビオ・カンタネンが3強と目され、それに続くグループが急速に記録を伸ばしてきた日本の小山隆治らだったが、まだ差があると見られていた。レースは速いラップを刻み3強に東独のバウムガルトルが割って入る展開になり最終障害で先行するヤーデルードをバウムガルトルが抜きに行ったところで転倒、ヤーデルードが世界記録で辛くも優勝、わずかに遅れ気味だったマリノフスキは転倒したバウムガルトルを避け銀メダルとなった。
オリンピック後ヤーデルードは引退するが、1978年にはケニアのヘンリー・ロノが世界新記録を出しマリノフスキの前に立ちはだかる。それでも、マリノフスキは強豪のロノとの激戦を制し勝利を収めている。同年のヨーロッパ選手権でも優勝した。
1980年モスクワオリンピックにマリノフスキは3大会連続出場を果たした。レースでは、タンザニアのフィルバート・バイが2000mを5分20秒4のハイペースで飛ばし、マリノフスキとは30mの大差がついた。2400m手前からマリノフスキはスパートし、残り1周で20m差に迫り、最後の水濠で逆転し、金メダルを獲得した。
1981年9月27日、グルジョンツで自動車事故のため亡くなった。

## 主な実績
| 年   | 大会                 | 場所                     | 種目      | 結果 | 記録      |
| ---- | -------------------- | ------------------------ | --------- | ---- | --------- |
| 1972 | オリンピック         | ミュンヘン(西ドイツ)     | 3000m障害 | 4位  | 8分28秒0  |
| 1974 | ヨーロッパ陸上選手権 | ローマ(イタリア)         | 3000m障害 | 1位  | 8分15秒04 |
| 1975 | ユニバーシアード     | ローマ(イタリア)         | 3000m障害 | 1位  | 8分22秒32 |
| 1976 | オリンピック         | モントリオール(カナダ)   | 3000m障害 | 2位  | 8分09秒11 |
| 1978 | ヨーロッパ陸上選手権 | プラハ(チェコスロバキア) | 3000m障害 | 1位  | 8分15秒08 |
| 1980 | オリンピック         | モスクワ(ソビエト連邦)   | 3000m障害 | 1位  | 8分09秒70 |